# A Gunshot to the Head of Trepidation
"A Gunshot to the Head of Trepidation" é o terceiro single do segundo álbum de estúdio Ascendancy, da banda de thrash metalcore Trivium.
Seu riff principal ficou em 63º lugar no Total Guitar's 100 Greatest Riffs, segundo a revista Guitar Magazine.

## Interpretação
| “ | É um triste e repugnante pensamento que algumas pessoas viver com medo de suas próprias famílias. Se maus-tratos, abuso infantil, negligência ou abuso sexual- é tudo trágico em uma escala de risco de vida. Monstros criarão monstros através de suas próprias ações. Esta canção reflete a absoluta raiva que eu tenho dessas pessoas que pensam que podem causar danos a outro em sua própria família. | ” |